# 岩手県道286号東和花巻温泉線
岩手県道286号東和花巻温泉線（いわてけんどう286ごう とうわはなまきおんせんせん）は、花巻市東和町から同市花巻温泉に至る岩手県の一般県道である。

## 概要
起点の花巻市東和土沢から釜石自動車道 花巻空港IC付近までJR東日本 釜石線の北側を西に向かって平行し、途中の新花巻駅付近から花巻JCTまでは釜石自動車道の北側を平行して、花巻市花巻温泉に至る一般県道である。
花巻東バイパス工事および花巻空港新ターミナルビル建設関連の区画整理に伴い、空港南一丁目と西宮野目の間は以前の直進からカーブを描く形に形状変更され、石持交差点で右折するようになっている。

### 路線データ
- 実延長 : 14,595.2 m[1]
- 起点：花巻市東和町[1]（県道43号交点）
- 終点：花巻市花巻温泉[1]（県道37号、県道109号交点）

## 歴史
- 1995年（平成7年）3月17日 - 県道に認定される[1]。
- 2015年（平成27年）4月1日 - 花巻東バイパスに並行する国道4号旧道区間が国道指定より外され「岩手県道298号山の神西宮野目線」へ移管された事に伴い、旧国道4号「西宮野目字石持T字路（県道298号終点）〜花巻東バイパス北口十字路」間が当線の単独区間へ変更[2]。

## 地理

### 交差する道路
- 岩手県道43号盛岡大迫東和線（花巻市東和町土沢1区、起点）
- 国道456号（花巻市胡四王一丁目）北緯39度24分19.8秒 東経141度10分3.0秒
- 岩手県道294号東宮野目二枚橋線（花巻市東宮野目）北緯39度24分44.6秒 東経141度8分10.6秒
- 国道4号（花巻市東宮野目第10地割・花巻東BP北口交差点）北緯39度24分51.3秒 東経141度7分37.8秒
- 岩手県道298号山の神西宮野目線（花巻市西宮野目第13地割・石持交差点）
- 岩手県道13号盛岡和賀線（花巻市狼沢）北緯39度26分6.4秒 東経141度5分42.8秒
- 岩手県道37号花巻平泉線、岩手県道109号石鳥谷花巻温泉線（花巻市花巻温泉、終点・県道109号終点）

### 沿線の施設など
- JR東日本 東北新幹線
  - 新花巻駅
- JR東日本 釜石線
  - 土沢駅（起点から岩手県道43号盛岡大迫東和線経由）
  - 小山田駅
  - 新花巻駅
  - 似内駅
- 花巻空港（岩手県道294号東宮野目二枚橋線経由）
- 花巻市立湯本中学校